# Shangyi, Guangdong
Shangyi är en köping i sydöstra Kina. Den ligger i Zijin härad i staden Heyuan i provinsen Guangdong, omkring 160 kilometer öster om provinshuvudstaden Guangzhou. Antalet invånare är 14 745. Befolkningen består av 7 397 kvinnor och 7 348 män. Barn under 15 år utgör 29,0 %, vuxna 15-64 år 57 %, och äldre över 65 år 12,0 %.